# 仁記洋行

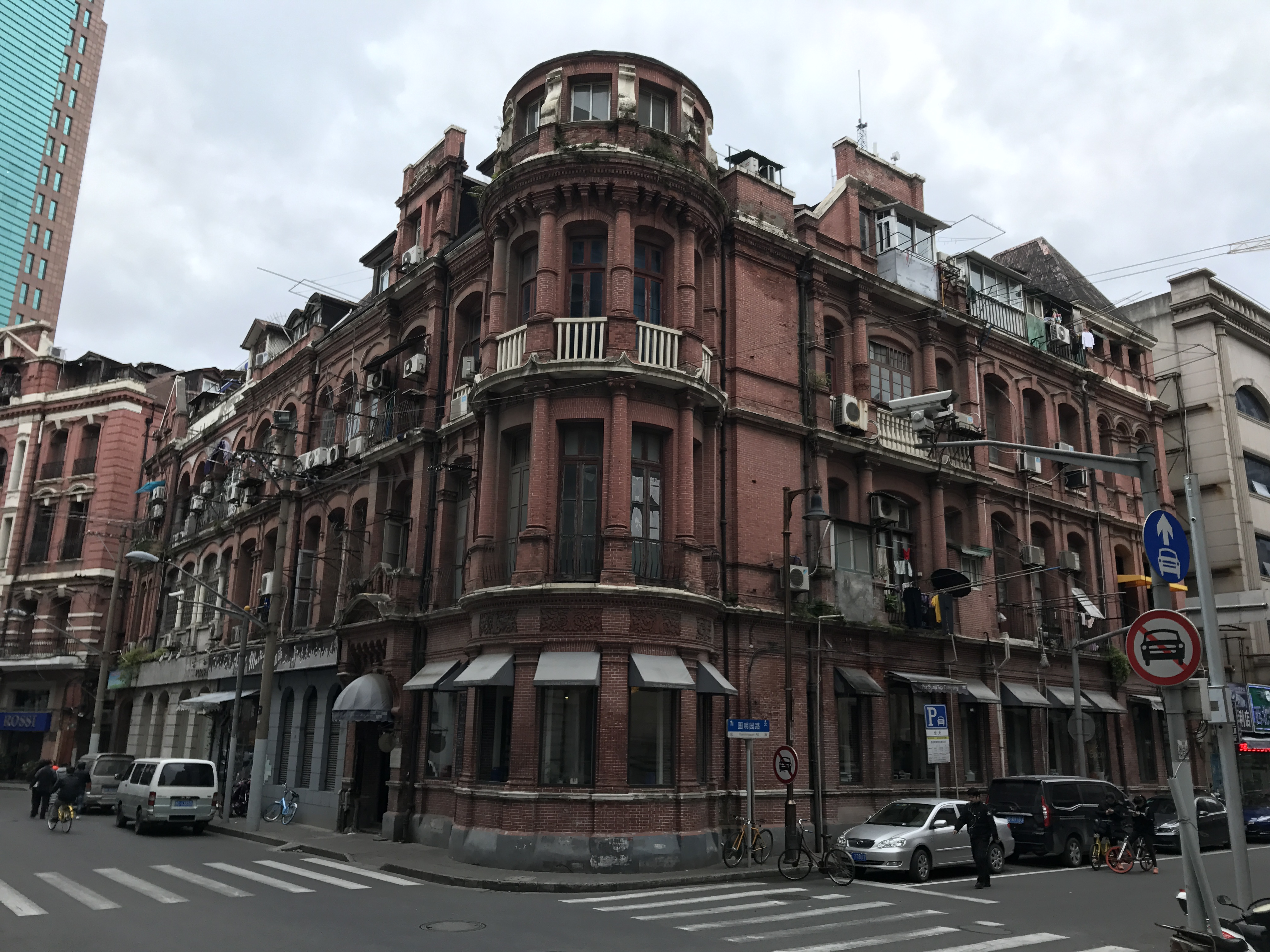
上海市优秀历史建筑滇池路100号仁记洋行

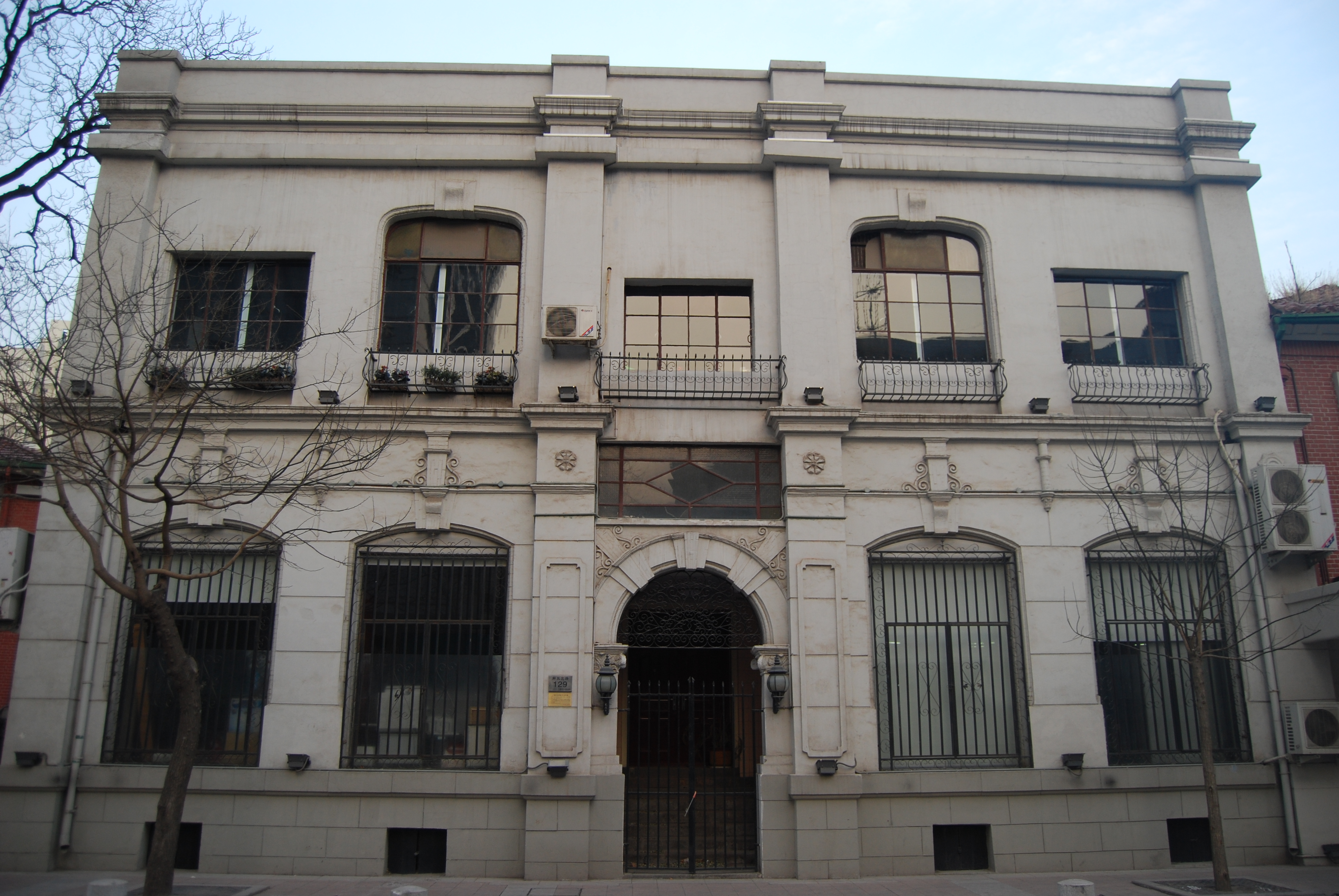
仁记洋行天津分行大楼

仁记洋行（英語：Gibb, Livingston & Co.）是在19世紀末和20世紀初中国最重要和最知名的英资貿易公司之一。

## 历史
1836年7月1日，東印度公司的兩名蘇格蘭人職員，Thomas Augustus Gibb和William Potter Livingston，在廣州創辦仁记洋行。並於第一次鸦片战争時遷至澳門。
香港島割讓予英國後，仁記洋行在皇后大道開設了第一間辦公室。仁記洋行的香港辦公室位於York's Buildings。1855年，洋行的的高級合夥人是吉普（Hugh Gibb），他後來成為香港總商會主席及立法局議員。
1843年，仁记洋行開設上海总行。同怡和洋行、宝顺洋行一样，仁记洋行是跟随巴富尔第一批进入上海的英国洋行，设於外滩，今天的滇池路（原仁记路）2号，由威廉·傅博斯（William Forbes）等人经营。
稍後再於福州成立分公司，主要從事茶葉貿易，由飞剪式帆船搭載。
1861年天津开埠后，仁记洋行在天津开设了分行，设在英租界河坝道（今台儿庄路）。八国联军侵华期间，该行遭到天津爱国青年报复。战后依《辛丑条约》，得到一笔清政府的恩赐安抚费，遂在天津英租界中街45号（今解放北路129至135號）重新修建了新行址。英文行名也改为William Forbes & Co.，但中文行名未变。
該公司在成立初期的主要貿易是茶葉、生丝、棉花和毛織品以及鴉片進出口。
该行营业范围极广，进口商品包括轮船、火车、废舊报纸；出口商品包括古玩玉器、羊毛、人的头发并代理各项代销业务，从代理业务中收取佣金。代理或代办业务有：为福公司代销河南焦砟、代办英商天津自来水、为中国铁路局代购机车、车厢及配件；代办法国邮船公司、东澳轮船公司等的海运；代办巴勒火险公司，宏利人寿保险公司、海洋水险公司等各项保险；还是录德公证在天津的代理。
仁记洋行在英、美各国都设有分行或代理行，在中国的北京、奉天（沈阳）、海拉尔、汉口、上海、宁夏、包头等地也都设有分行。
仁记以宁夏的分行规模最大，专门收购西宁羊毛，包头分行收购驼毛、羊毛，在东北的奉天代理行为外商代购狗皮。
19世纪，仁记洋行在广州和香港等地从事人口贩卖，名曰“华工招募”，故被广州和香港的粤语人口称呼为“劫行”（Gibb與「劫」粵音非常相似）。
1949年中華人民共和國建政，仁记洋行在中國大陸的业务被充公，而香港則維持正常。1962年，仁記洋行被慕娘公司收购，並再於1967年被英之傑公司獲得。
仁记洋行在中国大陆遗留的遗址包括：
1. 仁记洋行上海总行大楼：上海市黄浦区滇池路100-110号（圆明园路转角），1908年建，上海市优秀历史建筑。
2. 仁记洋行天津分行大楼：天津市和平区解放北路129至135號，1933年重建，为天津市文物保护单位。